# Echiniscus moniliatus
Echiniscus moniliatus är en djurart som tillhör fylumet trögkrypare, och som beskrevs av Iharos 1967. Echiniscus moniliatus ingår i släktet Echiniscus och familjen Echiniscidae. Inga underarter finns listade i Catalogue of Life.